# Organització de Nacions i Pobles No Representats
L'Organització de Nacions i Pobles No Representats (en anglès Unrepresented Nations and Peoples Organization, UNPO) és una organització de nacions i pobles sense estat que els representi. Fou creada el 1991 a la Haia per a la defensa dels drets polítics i culturals dels pobles sense estat basant-se en cinc punts:
- Dret d'autodeterminació.
- Adhesió als drets humans internacionalment acceptats en la Declaració Universal dels Drets Humans.
- Adhesió als principis de pluralisme democràtic i rebuig del totalitarisme i intolerància religiosa.
- Promoció de la no-violència i rebuig del terrorisme amb finalitats polítiques.
- Protecció del medi ambient.

## Història
Fou fundat en el Tribunal Internacional de la Haia per representants d'Armènia, els aborígens australians, els pobles de la Cordillera, Tàtars de Crimea, Turquestan Oriental, Estònia, Geòrgia, Grecs d'Albània, Iraq Kurdistan, Letònia, Palau, Taiwan, Tatarstan, Tibet i Papua Occidental per a promoure la tolerància, la no-violència i el dret a l'autodeterminació. Des de la seva fundació sis dels seus membres, Estònia, Letònia, Armènia, Geòrgia, Palau i Timor Oriental, han estat reconeguts com a estats independents.
El 10 de novembre del 1995, el seu vicepresident, l'ogoni Ken Saro-Wiwa, fou executat a Nigèria per defensar els drets del seu poble. El 1993 l'UNPO fou nominat per al Premi Nobel de la Pau.

## Membres
| a Amèrica - Maputxe | a Àfrica - Afrikaners (representat pel Freedom Front) - Batwa (Pigmeus) - Camerun Meridional - Massai - Ogoni - Oromo - Rehoboth Basters - Somalilàndia - Togolàndia Occidental - Vhavenda - Zanzíbar | a Àsia - Ahwazi - Assiris; també Assíria - Azerbaidjan Meridional - Chin - Chittagong Hill Tracts - Pobles de la Cordillera - Turquestan Oriental - Mon - Montagnards - Nagalim - Turcmans d'Irak - Estat Karenni(Kayah State) - Khmer Krom - Kurdistan - Shan - Sindh - Moluques del Sud - Taiwan (representat pel DPP) - Tibet; també Govern de Tibet a l'Exili - Tuva - Balutxistan Occidental - Khalistan | a Europa - Abkhàzia - Albanesos de Macedònia - Baixkortostan - Catalunya - Circàssia; també Circassians - Txuvàixia - Tàtar de Crimea - República Txetxena d'Itxkèria - Grec d'Albània - Hongaresos de Romania - Ingúixia - Komi - Kosova - Kumyk - Talysh - Udmúrtia | a Oceania i Australàsia - Aborígens australians - Ka Lahui Hawai'i |